# 赵家沟遗址
赵家沟遗址，位于中国青海省贵德县河东乡赵家沟村，为青海省市县级文物保护单位，公布日期为1986年10月31日，类型为古遗址。
赵家沟遗址的历史年代为青铜时代。